# Ерик Вюйар
Ерик Вюйар (на френски: Éric Vuillard) е френски писател, филмов режисьор и сценарист. Носител на наградата „Гонкур“ (2017).

## Биография
Роден е на 4 май 1968 г. в Лион. Завършва висше образование с дипломи по история и цивилизация (под ръководството на Жак Дерида) и степени по философия и антропология.
Публикува първия си разказ през 1999 г., а след това редица романи и разкази.
Прави филмите „Човекът, който марширува“ и „Матео Фалконе“ (2008), последният от които е базиран на едноименния разказ от Проспер Мериме. Автор на романа „Конкистадори“ (2009), спечелил наградата Prix de l'inaperçu – Ignatius J. Reilly през 2010 г.  През 2017 г. Вюйар печели „Гонкур“ с творбата си „Дневният ред“ (L'Ordre du jour) – творба, която не е роман, а „повествование“, както специално отбелязва на корицата. Определяна е като документална проза (в англосаксонската традиция – „нон-фикшън“), като „роман без герой“, където действащо лице е историята.

## Литературни творби
- Le Chasseur, 1999
- Bois vert, 2002
- Tohu, 2005
- Conquistadors, 2009 (награда Ignatius J. Reilly, 2010)
- La «Bataille»  d'Occident, 2012 (награди Franz-Hessel-Preis 2012, Prix Valery-Larbaud 2013,  финалист за наградата „Фемина“ 2014, награда Joseph-Kessel-Preis 2015)
- Congo, 2016 (Franz-Hessel-Preis 2012, Valery-Larbaud Prize 2013)
- Tristesse de la terre: Une histoire de Buffalo Bill Cody, (разкази), Arles, Actes Sud, coll.
- 14 juillet, 2016 (Prix Alexandre-Vialatte 2017 за 14 juillet и за цялостно творчество, награден от групата Centre France
- Tristesse de la terre (награда Joseph-Kessel-Preis2015)
- L'Ordre du jour (награда  Гонкур 2017)
- La guerre des pauvres, 2019 (в краткия списък на номинираните за Международната награда Букър“ 2021) [6]
- Une sortie honorable, 2022

## Филмография
- 2002 La vie nouvelle
- 2006 L'homme qui marche
- 2008 Mateo Falcone